# Per Nyqvist (jurist)
Per Tore Nyqvist, född den 22 september 1937 i Stockholm, död där den 30 april 1994, var en svensk jurist.
Nyquist avlade juris kandidatexamen vid Stockholms universitet 1962 och genomförde tingstjänstgöring 1962–1964. Han blev fiskal i Svea hovrätt 1965, assessor där 1970 och hovrättsråd 1980. Han var samtidigt föredragande i Försäkringsdomstolen 1966–1967, sekreterare i Arbetsdomstolen 1967–1969, sakkunnig i Industridepartementet 1970–1978, rättschef i nämnda departement 1978–1986 och ordförande i Patentbesvärsrätten 1986–1987. Han publicerade Styrelserepresentation för anställda (tillsammans med Hans Svahn, 1976).